# Lipkebe holthuisi
Lipkebe holthuisi är en kräftdjursart som beskrevs av Fenner A. Chace 1969. Lipkebe holthuisi ingår i släktet Lipkebe och familjen Palaemonidae. Inga underarter finns listade i Catalogue of Life.